# National Readership Survey
Die National Readership Survey war ein britisches Joint Venture des Institute of Practitioners in Advertising (IPA), der Newspaper Publishers Association (NPA) und der Periodical Publishers Association (PPA).

## Geschichte
Die ersten Studienerhebungen für die NRS begannen 1956. Ursprünglich wurde sie Verband der Werbeagenturen Institute of Practitioners in Advertising (IPA) durchgeführt, dann aber als gemeinsame Branchenerhebung organisiert, bei der Zeitschrift- und Zeitungsverleger, Werbeagenturen und Werbetreibende vertreten waren.
Die Organisation untersuchte und analysierte Zielgruppen britischer Zeitungen und Zeitschriften. Die Umfrage deckte mehr als 250 der größten britischen Printpublikationen ab. Untersucht wurden Größe und Zusammensetzung der erreichten Leserschaft.
Unter anderem wurden folgende Untersuchungen vorgenommen:
- NRS Interview: ganzjährig laufende Umfrage mit 36.000 Interviews pro Jahr (Zielgruppe 15+)
- Average Issue Readership (AIR): durchschnittliche Anzahl von Lesern einer Publikation
- Circulation: Verbreitung einer Publikation auf Basis der Angaben des Audit Bureau of Circulations (ABC)
- Online reading: Auswirkungen von Lesen im Internet auf die klassischen Publikationen
- Lifestyle Data: soziodemographische Untersuchung wie z. B. die NRS Social Grades

In den letzten Jahren des Bestehens konnte die NRS nur noch schwer mit den sich verändernden Gegebenheiten der Presselandschaft und der zunehmenden Digitalisierung Schritt halten. Ab Januar 2016 übergab sie die Verwaltung der Daten an die PAMCo. Im April 2018 wurde die NRS komplett aufgelöst und von der PAMCo ersetzt, welche Daten zur Leserschaft von 128 Nachrichten- und Zeitschriftenmarken liefert und bei Mediaagenturen mittlerweile häufiger verwendet wurde als Daten der NRS.